# أندرو بارسونز (صحفي)
أندرو بارسونز (بالبرتغالية: Andrew Parsons‏) هو صحفي برازيلي، ولد في 10 فبراير 1977 في ريو دي جانيرو في البرازيل.

## روابط خارجية
- أندرو بارسونز على موقع أوليمبيديا (الإنجليزية)